# Callistethus biolleyi
Callistethus biolleyi är en skalbaggsart som beskrevs av Ohaus 1902. Callistethus biolleyi ingår i släktet Callistethus och familjen Rutelidae. Inga underarter finns listade.